# Atypophthalmus (Atypophthalmus) sedatus
Atypophthalmus (Atypophthalmus) sedatus is een tweevleugelige uit de familie steltmuggen (Limoniidae). De soort komt voor in het Australaziatisch gebied.